# ترمبلوي

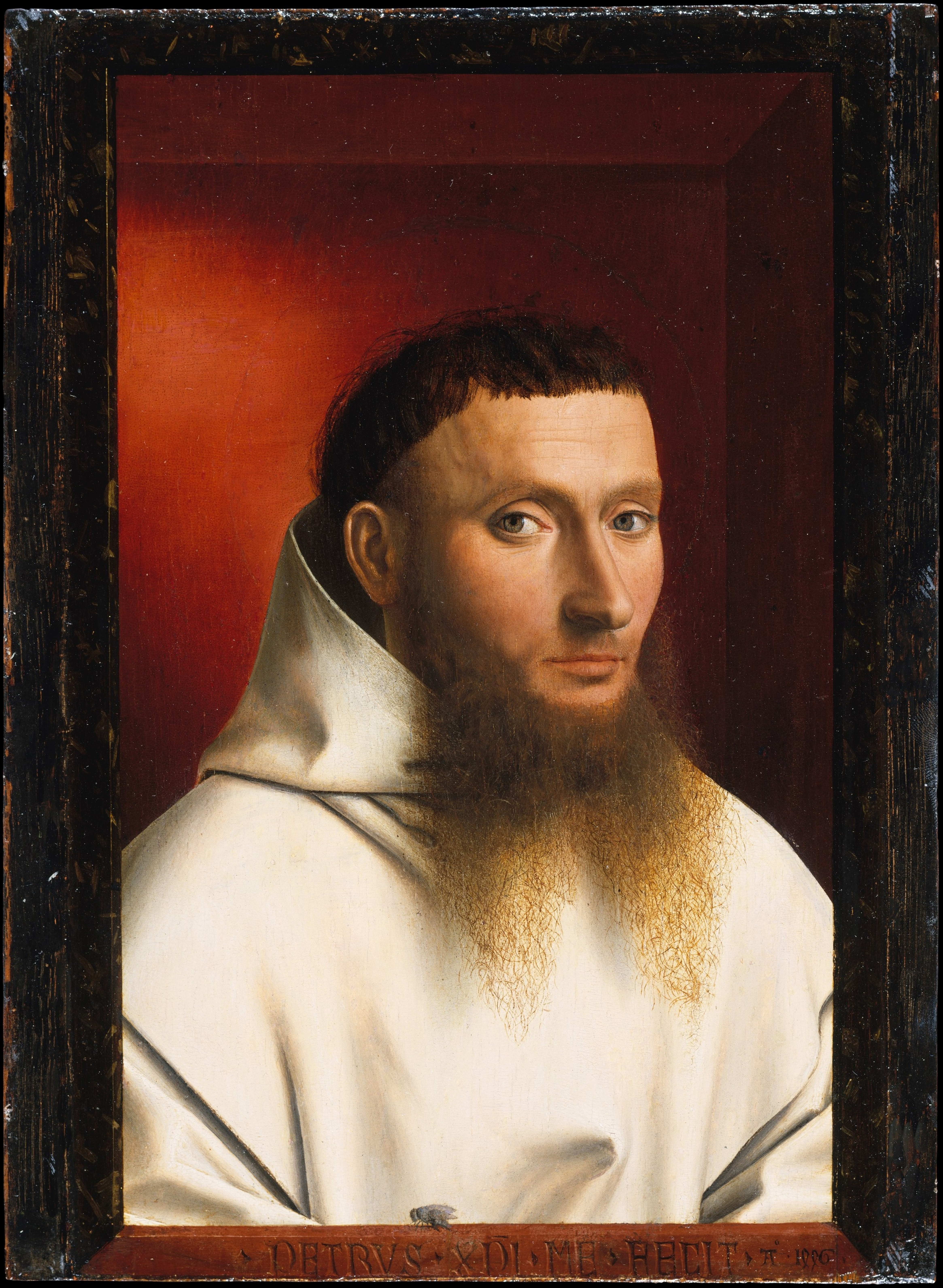
بورتَريه رَاهِب كارثوسِي، لَوحة زَيتية عَلى لَوح مِن خَشب البَلوط بريشة الرَسام الهُولندي المُبكر، «بيتروس كريستوس» عام 1446. يُنظر إليها على أنَه تُحفة فَنية للرَسم الهٌولَندي المٌبكر، وبِسَبب الذُبابة المَرسومة في الجُزء السُفلي مِنَ أطار اللَوحة، يُعد العَمل مِثالًا بارزًا مُبكرًا على تِقنية ترمبلوي (الخِداع البَصر). العَمل جُزء من مَجموعة جول باش المَوجودة فِي مُتحف مِتروبوليتان للفُنون في مَدينة نِيويورك.

الترمبلوي (‎[tʁɔ̃p lœj]‏ trompe l'œil بالفرنسية)، حرفيا يعني خداع البصر، وهو تقنية للرسم الفني، استخدمت في اليونان القديمة وفي روما. تكمن في رسم خلفيَّة على حائط وتبدو وكانها حقيقية. من نماذج الترومبلويل التي تُستعمل عادة، هي النافذة، أو الباب لإعطاء انطباع زائف بأن الغرفة أكبر.
هذا الفن التشكيلي يتقمص الشيء الحقيقي إلى أقصى حد. وترجع قصة هذا النوع من الفن إلى رواية حدثت في اليونان القديمة: تقول أن رسامين تنافسا في مسابقة للرسم بغرض إظهار جدارتهما في إنتاج لوحة تحاكي الطبيعة بهدف محاكاة بيئة طبيعية حقيقية.
الرسام الأول زيكوسيس (Zeuxis) قام برسم عنقود من العنب بلغت قدرته على المحاكاة إلى درجة أن طيور هبطت كما يقال لالتقاط بعض الحبات منه.
أما الرسام الثاني فأحضر لوحته مغطاة بقطعة من القماش التي عندما حاول زيكوسيس رفعها أدرك أنها مجرد رسمة.